# Buldan-Talsperre
Die Buldan-Talsperre (türkisch Buldan Barajı) liegt am Fluss Derbent Çayı 20 km südöstlich der Stadt Sarıgöl in der westtürkischen Provinz Denizli. 
Die Talsperre wurde in den Jahren 1964–1967 zur Bewässerung und zum Hochwasserschutz errichtet.
Der Steinschüttdamm mit Lehmkern hat eine Höhe von 59 m über Talsohle und besitzt ein Volumen von 700.000 m³. 
Der zugehörige Stausee bedeckt bei Normalstau eine Fläche von 2,9 km² und verfügt über einen Speicherraum von 35,52 Mio. m³.
Die Talsperre dient der Bewässerung einer Fläche von 1927 ha.